# Couleuvre léopard
Zamenis situla
Espèce
Synonymes
- Coluber situla Linnaeus, 1758
- Coluber leopardinus Bonaparte, 1834
- Ablabes quadrilineatus Duméril & Bibron, 1854
- Elaphe situla (Linnaeus, 1758)

Statut de conservation UICN

 LC  : Préoccupation mineure
La Couleuvre léopard, Zamenis situla, est une espèce de serpent de la famille des Colubridae.

## Répartition
Cette espèce se rencontre dans le Centre et l'Est de l'Europe, à Malte, ainsi qu'en Turquie.

## Description
Elle mesure de 70 à 100 cm. Elle est non-venimeuse mais peut mordre.

## Élevage en captivité
Cette espèce est protégée par la convention de Berne.
On la retrouve parfois en terrariophilie mais elle est réputée pour sa maintenance difficile.

## Étymologie
Le nom de cette espèce, situla, vient du grec σιτος, « le blé », en référence à son habitat.

## Publication originale
- Linnaeus, 1758 : Systema naturae per regna tria naturae, secundum classes, ordines, genera, species, cum characteribus, differentiis, synonymis, locis, ed. 10 (texte intégral).